# 帝國夾縫中的香港：華人精英與英國殖民者
《帝國夾縫中的香港：華人精英與英國殖民者》（英語：Edge of Empires Chinese Elites and British Colonials in Hong Kong）是由高馬可撰寫的歷史著作，於2005年經哈佛大学出版社出版。香港大學出版社在2007年推出是作的再版，不過只能於东亚地区發行。它及後在2021年推出中文版《帝國夾縫中的香港：華人精英與英國殖民者》。

## 內容大要
高馬可在這部著作中探討了1841年至1941年的香港發展歷史，並重點刻畫香港的華人商業精英如何跟英國殖民者合作，並利用殖民地的環境來提升自身名譽，從中擴大自己的影響力和利益。比如著者從中論及華人商業精英如何透過東華醫院來處理殖民地政府無力或不想處理的華人社會事務，並以此増加己方的勢力。他亦在書中描寫了華人精英在歐裔人的系統性種族歧視之下，不但沒有力求平等，反建構起屬於自己的圈子和身份認同。
此外，他在著作中也對香港居民的身份認同有所著墨，認為對香港的認同感早在20世紀初已經出現，且它不一定跟中國認同有衝突。他在著作中以何啟以及反對省港大罷工的華人商業精英為例子，以此論證上述觀點。何啟十分認同英國的經濟自由主義和政治體制，認為香港的發展得益於上述兩者，故此他认为中国要成为強国，就应学习香港的制度。在省港大罷工當中，華人商業精英则因着对香港的認同感和自身利益，而反對罷工，認為這是廣州的布爾什維克為破壞香港而製造出來的陰謀。

## 發行
首版於2005年4月30日經哈佛大学出版社發行，全著共274頁。香港大學出版社及後跟哈佛大学出版社達成協議，在2007年4月為东亚地区推出是作的再版。中文版《帝國夾縫中的香港：華人精英與英國殖民者》於2021年5月經香港大學出版社出版，譯者為林立偉。

## 評價
香港大學的邁爾斯（Norman Miners）形容，《帝國夾縫中的香港》並沒有像其他歷史學者般，强调殖民者對被殖民者的压迫。相反，它強調的是「對於英國和中國皆有一定認同感的香港華人精英」，以及他們跟英國殖民者的合作。美国卡拉马祖学院的徐国琦認為，這本書在有關中國民族主義及殖民主義的論述上視角嶄新，有助後世研究者繼續展開研究。
約翰卡伯特大學的玛丽·梅尔瓦（Mary Merva）於2006年讚揚《帝國夾縫中的香港》在經濟發展方面的分析，並認為它「具有啟發性」。印第安纳大学和加利福尼亞大學爾灣分校的華志堅對這本書的行文表示好評，即使認為著作內容略有重復。他亦讚揚高馬可在這部著作中「以多種角度描寫資產階級化」。《香港人之香港史1841-1945》著者蔡榮芳同樣讚揚這本書的行文及關注點，不過卻不讚同高馬可否定把何啟等人描述成「與外國強權協力的愛國者」的觀點，認為環境會令人的身份認同改變，有時它亦可以「存有矛盾」。
東京大學大學院綜合文化研究系助理教授谷垣真理子認為，《帝國夾縫中的香港》雖使用大量的英語史料，但其仍能勾畫出英屬香港的實際情況。當中所列舉的參考資料亦對將來的香港學學者有幫助。不過，她仍認為這本著作的原創性「並沒有很好表現出來」，表示高馬可在一些應該說明自己跟前人有何異同的位置上並沒有好好說明。此外，谷坦亦表示高馬可並沒有參考應該參考的資料，比如科大衛的著作。